# En la colonia penitenciaria
En la colonia penitenciaria (In der Strafkolonie) es un cuento escrito por Franz Kafka en octubre de 1914 durante unas vacaciones en las cuales quería trabajar en la novela El Proceso.
En noviembre de 1916, como parte de una serie de conferencias literarias expresionistas, Kafka presentó el cuento en Múnich a una pequeña audiencia, a la cual pertenecía Rainer Maria Rilke. Según la leyenda, varios de los oyentes se desmayaron ante las atrocidades que narró. La respuesta a la obra, tanto del público como de la crítica, fue en general negativa. Un crítico periodístico calificó a Kafka de "libertino del horror." Kafka planeó originalmente publicar La colonia penal junto con El juicio y La metamorfosis bajo el título Penas, su editor, sin embargo, consideró el argumento invendible. Fuera de ello, se presentaba el problema de exponer el tema de los consejos de guerra en esa época. Debido a varios retrasos provocados por el escepticismo de Kurt Wolff, su editor, no se publicó como cuento separado hasta 1919. En una carta del 11 de octubre de 1918, Kurt Wolff escribió a Kafka “…esta fantasía, que yo amo extraordinariamente, si bien con cierto pavor y horror ante la aterradora intensidad de las cosas narradas..." El joven periodista Kurt Tucholsky se sintió muy conmovido por la historia y escribió: "Desde Michael Kohlhaas, no se ha escrito ninguna novela alemana que parezca suprimir conscientemente cualquier simpatía interna y, sin embargo, esté tan empapada de la sangre del su autor".

## Trama

### El poder judicial de la colonia penal
Un explorador muy respetado visita una isla remota, que es una colonia penal de un país poderoso no especificado. Es invitado a asistir a una ejecución pública, la cual se realiza por medio de un extraño aparato ideado por el difunto comandante de la isla. La máquina, que es operada por un oficial que aparentemente ejerce una función judicial, consiste en un complicado mecanismo. Su propósito es grabar el texto de la ley quebrantada por el criminal más y más profundamente en su cuerpo, en un procedimiento largo y sangriento, que finalmente conduce a su muerte. Si bien el oficial a cargo es partidario del aparato. desde la muerte del antiguo comandante ésta forma de castigo ha encontrado cada vez más opositores, entre los cuales se encuentra el nuevo comandante. Él espera probablemente comentarios críticos del viajero, un experto en el campo de las prisiones, para acabar con este método de castigo técnico y al mismo tiempo arcaico. Es un método que ni siquiera le comunica al acusado la sentencia antes de que se lleve a cabo, y mucho menos la oportunidad de defenderse. Es sólo durante las doce horas de tormento que el condenado tiene que soportar, donde supuestamente reconoce el significado de las letras, que la máquina infernalmente chirriante graba repetida- y profundamente en su cuerpo. En la ejecución venidera, un soldado simple y algo ingenuo, que fue asignado para servir como sirviente y que supuestamente desobedeció a su amo, debe ser grabado con las palabras "Honra a tu superior". Otro soldado es asignado como custodia. Se desarrolla una especie de camaradería entre los dos, lo que conduce a pasajes grotescos.

### La actitud indiferente del viajero
Después que la estructura y función del dispositivo han sido explicadas al viajero con gran detalle, y el convicto desnudo ya ha sido atado a la máquina para la ejecución, el oficial se vuelve hacia el viajero antes de poner el aparato en movimiento y le pide que vuelva más tarde, para hablarle positivamente al nuevo comandante sobre la máquina de castigo. El viajero se niega, pero asegura al oficial, que espera poder garantizar la existencia futura de la máquina y que no hará comentarios negativos en público sobre ella. Sólo desea manifestarle al comandante su disgusto por la máquina en privado. Aunque desaprueba la inhumanidad de todo el proceso, como ciudadano de otro país no está autorizado a juzgar el procedimiento.

### La ejecución del oficial
Cuando el oficial se percata de que no puede convencer a su visitante, hace que el perplejo reo sea liberado. Tomando su lugar, se desviste y acuesta desnudo en la máquina, cuyos engranajes reajusta para que las palabras "Sé justo" se graben en su espalda. Luego de que el soldado y el reo se den cuenta que no está atado lo amarran a la máquina. Esta súbitamente se pone en marcha, pero funciona de manera completamente diferente a la prevista. Sin chirriar, sino completamente silencioso, sin el más mínimo zumbido, el mecanismo arranca y se torna cada vez más rápido. Los engranajes se levantan de las cajas de control y todo el artefacto parece a punto de desgarrarse y hacerse añicos. Incluso las agujas de la llamada rastra no escriben como deberían, sino que penetran más y más profundamente en el cuerpo empapado de sangre. Como consecuencia de ello, toma sólo unos minutos en lugar de muchas horas para que la víctima sea ejecutada y cuelgue sobre el pozo de basura con una larga punta de hierro en la frente. Su rostro muerto no muestra signos de salvación, como había descrito con entusiasmo anteriormente, sino que simplemente mira al explorador "con calma y confianza". Después de éste macabro espectáculo de autodestrucción del hombre y la máquina, el viajero, acompañado de los dos soldados, visita la tumba del anciano comandante antes de emprender el retorno, evitando con éxito que los soldados lo sigan y abandonen también la isla.

## Personajes
El viajero a quien se le asigna una función de juez sobre el sistema penal y la aplicación de la ley de la isla, es un investigador frío y dubitativo, que se comporta de manera ambivalente y, a la larga, casi sucumbe a la horrible atracción de la máquina y del viejo comandante, cuya pericia técnica parece respetar, ya que en la tumba del comandante siente "el poder de tiempos anteriores". Si bien está en contra de la tortura y del sistema legal que la permite, se trata en definitiva de una negativa puramente formal. A pesar de que el sistema legal de la isla no cumple con sus criterios, el viajero no parece conmovido o genuinamente disgustado por la crueldad del castigo y las características de la ejecución. Lo que más le impresiona es como el oficial, con plena fe en el sistema, deja que la máquina le juzgue. De hecho, es esa adhesión a los principios lo que reconoce e incluso admira. Comparado con el oficial, es taciturno y reticente: la injusticia es indignante, pero no quiere anunciar su rechazo en voz alta, solo comunicárselo en privado al nuevo comandante. El viajero no es un hombre de acción, sino un intelectual que no quiere asociarse con los dos simples, el presidiario y el soldado, ni quiere ayudarles a abandonar la isla.
El oficial, en contraste con el viajero, está lleno de pervertido entusiasmo por la máquina de tortura, a cuyo inventor y constructor, el viejo comandante, adoraba incondicionalmente. Incluso ha intentado varias veces exhumar su indigno cuerpo enterrado y lleva siempre los dibujos de control del aparato en el bolsillo del pecho, tal es la importancia que les atribuye. Llama la atención la frecuencia con la que entabla contacto físico con el viajero de una forma poco militar. Le agarra las manos, se cuelga de su brazo, incluso le abraza. Con inquietas palabras, quiere transmitir su entusiasmo al viajero y le implora que aporte lo que pueda para la preservación del aparato. El viajero, sin embargo, rechaza la esperada aprobación de forma lacónica, aún cuando muestra cierta simpatía: "Tu honesta convicción me conmueve, aunque no puedas convencerme". El oficial, que cree genuinamente que la máquina es un instrumento de justicia, se somete sin vacilar al cruel procedimiento previamente destinado al condenado; su actitud suplicante y voluntad de sacrificio parecen casi más humanas que la distancia pasiva e impasible del viajero neutral.  Su "muerte, como a menudo ocurre con la tortura, es solo un efecto colateral del descubrimiento de la verdad.”
Los comandantes no aparecen personalmente en la historia, sólo se mencionan en la descripción del oficial; para él, el antiguo comandante era un colega cercano, pero el nuevo es inaccesible. Este último no apoya la antigua práctica jurídica, pero tampoco se opone a ella de manera decisiva. Transmite una imagen poco militar, caracterizada sobre todo por las mujeres que le rodean. De este grupo tampoco hay protesta ni consternación por las crueles prácticas de tortura. El viejo comandante era una personalidad cautivadora. No solo lanzó un hechizo sobre el oficial, sino también sobre muchos otros. Un oscuro secreto yace sobre su obra y su muerte, ya que el clérigo no permitió su entierro en suelo consagrado. Dado que su lápida habla de resurrección, aparentemente se le atribuye un significado religioso. Sus seguidores son una hermandad secreta que espera que regrese y los ayude a recuperar su antiguo poder.

## El sistema y el aparato
Kafka describe el aparato como un parlograph de gran tamaño que funciona como un fonógrafo con una placa de metal y una aguja que vibran. Este aparato es el tema principal de la narración, representando la "unidad de escritura y muerte, de éxtasis y tánatos". Los procesos penales descritos violan los principios de la civilización moderna en varios aspectos, ya que contradicen la idea de la separación de poderes. La ley escrita consiste en dibujos con letras intrincadas y ornamentos, ilegibles para el viajero. El oficial es juez y, como operador del aparato, ejecutor al mismo tiempo. La persona condenada no sabe nada de los cargos en su contra y del veredicto. No hay defensa, ya que la culpa está "siempre fuera de toda duda". El destino del acusado no está en primer plano. La primera frase del relato ya deja claro que el centro de atención no es el ser humano, sino “un peculiar aparato”. Se trata de una máquina mecánico-eléctrica, cuyos ciclos de trabajo están controlados por hojas de dibujo (similares a las tarjetas perforadas). Desarrolla su fascinación no sólo para el oficial, sino también cada vez más para el viajero, aún cuando rechace este sistema de persecución penal. En el aparato, la precisión técnica se combina con la esperanza de un reconocimiento más profundo de la injusticia. Pero ambos momentos fallan: el aparato se derrumba y el oficial no alcanza ningún conocimiento ulterior. La fiesta pública de las torturas, tal como la describe Michel Foucault en su libro Vigilar y castigar, tiene ecos en el proceso penal de la colonia. No sólo la imagen de un gobernante absoluto, que reúne en sí todo el poder y es al mismo tiempo juez y verdugo, sino también la falta de posibilidad de defensa, de proceso de prueba y de veredicto, así como la tortura y el castigo impuesto al cuerpo. La descripción de Foucault de una práctica punitiva común en Europa desde la Edad Media hasta mediados del siglo XIX, centrada en la exhibición del cuerpo torturado de los condenados, coincide con las palabras del oficial cuando recuerda los días del viejo comandante, donde las ejecuciones se llevaban a cabo frente a una audiencia. El aparato es también expresión de una racionalización: la acusación, la tortura, que en la justicia premoderna se supone que hace que el reo confiese su culpa, y la posterior ejecución son una unidad. Dice Foucault; "“el suplicio es una técnica y no debe asimilarse a lo extremado de un furor sin ley.... La muerte-suplicio es un arte de retener la vida en el dolor, subdividiéndola en mil muertes y obteniendo con ella, antes de que cese la existencia, la más exquisita agonía. El suplicio descansa sobre todo en un arte cuantitativo del sufrimiento”

## Interpretación
Como suele ser el caso con Kafka, hay muchas interpretaciones posibles para la historia, pero ninguna que finalmente sea realmente satisfactoria. Según una lectura secular, la historia sería la parábola de una ideología fanática y una estructura de poder dictatorial que degrada a las personas a carne de máquina. En tal sistema totalitario, el poder legislativo, ejecutivo y judicial son aparentemente idénticos y unidos en la persona del oficial de la colonia penal. No hay acusación y, en consecuencia, no hay defensa, y la marca de la injusticia es la arbitrariedad.
Según una lectura metafísica, la historia tendría relación con las religiones atávicas basadas en la sangre, porque describe la realización ritual pública de un sacrificio humano básicamente arbitrario, que parece servir a la satisfacción de un mundo inhumano de dioses. Por otra parte, la colonia penal también refleja ideas religiosas civilizatorias, porque se supone que la víctima logra una comprensión redentora y transfiguradora de la verdad de su culpa y del significado de su sufrimiento a través del dolor. Su culpa sería, por tanto, como el pecado original, una culpa ligada a la existencia misma y, por tanto, "siempre fuera de toda duda". Cada delito individual sería la manifestación concreta de una culpabilidad existencial general. Aunque el imputado no hubiera cometido el delito del que se le acusa, en esta visión de la humanidad, sería capaz de cometerlo en cualquier momento.
Otro enfoque supone que el texto debe entenderse como una parábola, y la máquina sería un símbolo del destino humano. Por lo tanto, la persona no conoce el juicio antes de la "ejecución" y tampoco puede defenderse. Independientemente de las diversas interpretaciones, la afirmación de que "la culpa es siempre indudable" sigue siendo una declaración central que apunta a varios aspectos de la narrativa. Puede ser que Kafka utilizara su propia experiencia de la escritura como aproximación a un absoluto que sólo parece alcanzable a través de la muerte.
Interpretación como "visión profética": En el centro de esta narración surrealista se encuentra un poder judicial completamente deformado, que Kafka describe en detalle y sin ninguna emoción, en un estilo práctico comparable al de una guía de viaje. El hecho de que en el texto falte una figura de identificación crea una incomodidad adicional al leer la historia. El lector se ve confrontado con personajes que a veces parecen grotescos o trágicos, sin poder identificarse con ninguno de ellos. Los personajes de la historia demuestran cómo un escenario terrorífico puede desarrollarse ante sus ojos sin que nadie se resista. El viajero y el oficial representan dos tipos humanos básicos que hacen posible un sistema totalitario. Ambos comportamientos permiten que este sistema se sostenga a sí mismo. Uno es el frío tecnócrata que reconoce las atrocidades del sistema pero, como persona intelectual vacilante, no las impide. El otro, en su compulsión a la perfección y su entusiasmo, es incapaz de reconocer la crueldad, como perpetrador es también víctima seducida y por propia decisión se convierte también en víctima real. La atracción que emana del aparato parece mágica e insuperable; este es el mensaje vergonzoso y molesto de la historia.

### La relación de Kafka con la guerra
El inquietante relato, considerado por muchos como una "visión profética de las inimaginables atrocidades" perpetradas por personas contra personas con el inicio de la barbarie totalitaria en el siglo XX, fue escrito por Kafka unos dos después del comienzo de la Primera Guerra Mundial, cuando las atrocidades de la guerra aún se desconocían. El editor Kurt Wolff dudó en publicarlo, ya que temía que pudiera verse como una alegoría negativa de la guerra. La actitud de Kafka ante la guerra está marcada por contradicciones. En una nota lacónica fechada el 2 de agosto de 1914, escribe: “Alemania ha declarado la guerra a Rusia - escuela de natación por la tarde”.] Habla por ejemplo de "odio a los combatientes", a quienes desea apasionadamente lo peor, y califica los desfiles patrióticos, que también se celebraron en Praga, como "el efecto secundario más repugnante de la guerra". Por otra parte, como escribó en detalle en cartas a Felice Bauer, trató de ser aceptado en el ejército para poder participar en la guerra.

### Interpretación biográfica
El origen de la historia sigue un patrón que se encuentra con frecuencia en Kafka. En vez de completar El Proceso, del cual había ya escrito doscientas páginas, crea en una pausa ésta narración magistral.
Referencias a otras obras de Kafka
Hay una estrecha conexión con el tema de la culpa y castigo en El Proceso. Desde el punto de vista de la corporeidad es, sin embargo, comparable a la metamorfosis, donde Gregor Samsa sufre una herida dolorosa y finalmente fatal, ocasionada por la manzana que su padre le arroja y se le clava en el caparazón. La herida del tamaño de la palma de la mano del joven paciente en Un médico rural, descrita casi con deleite en todas sus manifestaciones, también pertenece a este contexto. El cuento fue escrito durante la Primera Guerra Mundial, pero también recuerda las escenas de tortura medieval. Por su trabajo como experto en accidentes laborales, Kafka sabía muy bien cómo las máquinas pueden causar estragos en el cuerpo de las personas. También existe una conexión con la actividad laboral de su prometida Felice Bauer, ya que el dispositivo que clava el metal en la carne, recuerda a las primeras formas del fonógrafo, que escribe en cera. Como signataria autorizada en su empresa, Lindström AG, Felice era responsable de la venta de parlographs (máquinas de dictar), un desarrollo electroacústico adicional del fonógrafo. Robert Heindl, un conocido de Hans Gross, cuyo alumno Kafka estaba en la Universidad Karl-Ferdinands de Praga, visitó colonias penales en los Mares del Sur en nombre del Reich alemán. En el libro Mi viaje a las colonias penales, Heindl describe cómo un asistente en una colonia penal diseñó una máquina para ejecutar personas. Estas conexiones sugieren que Kafka procesó el cuaderno de viaje de Heindl en la colonia penal.
Connotaciones sadomasoquistas.
No solo se trata, sin embargo, del desarrollo de una que se concentre en los derechos humanos y su desconocimiento. La colonia penal de Kafka no sólo refiere hechos políticos, sino que también –aunque falta el habitual conflicto padre-hijo o el problema del artista– refleja un tema que lo conmovió personalmente. Kafka fue influenciado por la novela pornográfica de Octave Mirbeau El jardín de los tormentos ("Le Jardin des supplices"), con sus escenas de tortura sadomasoquista, así como por informes sobre un viaje de reconocimiento de funcionarios coloniales alemanes al Pacífico. Otra influencia fueron los escritos del supervisor de sus estudios de derecho, Alfred Weber. En noviembre de 1920 le escribe a Milena Jesenská: “No me preocupa nada más que ser torturado y torturar” y a su amiga Grete Bloch el 18 de noviembre de 1913: “¿No tiene el deseo de intensificar las cosas dolorosas tanto como sea posible?” Heinz Politzer describe a Kafka como un “místico del masoquismo”.] Como crítico, Kurt Tucholsky tuvo en cuenta este aspecto y vio en el texto de Kafka una representación de la dominación desenfrenada que combina la sexualidad y las demostraciones de poder.
La escritura como agonía
Las anotaciones en el diario de Kafka también documentan el aspecto de auto-tormento. Sufre cuando no puede escribir. Pero también sufre cuando escribe, porque suele estar insatisfecho con el resultado. Escribir es tanto una compulsión insoportable como una satisfacción profunda, aunque rara. Al utilizar el propio cuerpo humano como material de escritura en la colonia penal, Kafka erigió un monumento macabro al proceso de escritura artística.
Interpretaciones religiosas
El autosacrificio del oficial, que al mismo tiempo libera a la colonia penal de la cruel máquina de ejecución, recuerda el sacrificio de Cristo. En este sentido, su sufrimiento, con ecos de martirio cristiano, podría interpretarse como una pasión autoelegida. Se habla de la sexta hora de tortura, y del conocimiento que la acompaña, como en la pasión según San Mateo. También hay una analogía con la doctrina cristiana del purgatorio, la purificación del alma y posterior salvación, que se manifiesta en la expresión transfigurada del ejecutado. La transición del viejo al nuevo comandante, podría también ser equiparada con el Antiguo y el Nuevo Testamento. La persona del anciano comandante difunto, cuya resurrección esperan sus seguidores, adquiere un carácter religioso.

## Recepción
Kafka, en una carta al editor Kurt Wolff el 4 de septiembre de 1917: “Puede haber un malentendido sobre En la colonia penitenciaria. Nunca, de todo corazón, pedí que se publicara esta historia. Dos o tres páginas cerca del final son un desastre, su presencia indica un defecto más profundo, hay algo que no funciona..."] Kafka tras la lectura en Munich: "No debí haber leído mi cuento sucio".
Bauer y Seeberger (p. 141 ss.) ven en la representación sufriente del cuerpo la elaboración de formas religiosas de imitación de Cristo .
Ries ve referencias a Freud (Tótem y tabú, el ego y el ello) y a Nietzsche (nemotécnicas del dolor).
Höfle presenta la variedad de interpretaciones a lo largo de las últimas décadas y, como posible enfoque interpretativo, propone que el lector mismo se vea como viajero y que el mundo del antiguo comandante resucite con cada lectura.
Sudau señala que para Kafka el dolor y el sufrimiento eran el hecho mismo de la existencia. A través de la insinuación de lo religioso (Nuevo Testamento, crucifixión de Jesús), los hechos se acercan a las ideas religiosas. Aquí es donde entran en juego los temas de la culpa, el tribunal y el castigo, que no sólo tocan la crítica social, sino que también tienen un significado existencial y religioso.
Zimmermann opina: "Las dos posiciones que se encuentran aquí son, por lo tanto, genuinamente europeas: por un lado, una humanidad convencional que es bastante indefensa, por otro lado, un entusiasmo orientado a objetivos tecnolólogicos que es completamente inhumano"
Honold von Jagow (p. 477/484): “Esta es una historia sobre el cuerpo humano; y lo que se le puede hacer a un ser humano a través del condicionamiento técnico y social, a través del ejercicio de fantasías sexuales sádicas. Pero también es aplicable: esta es una historia sobre la escritura, sobre la magia y la violencia de la mano que escribe y sus instrumentos... Es a la vez una exigencia y una seducción embarcarse en la aventura de una colonia penal durante la lectura.”
Jorge Luis Borges: "Franz Kafka, simbolista o alegorista, es un buen miembro de una serie tan antigua como las letras; Franz Kafka, padre de sueños desinteresados, de pesadillas sin otra razón que la de su encanto, logra una mejor soledad. No sabemos —y quizá no sabremos nunca— los propósitos esenciales que alimentó. Aprovechemos ese favor de nuestra ignorancia, ese don de su muerte, y leámoslo con desinterés, con puro goce trágico. Ganaremos nosotros y ganará su gloria también."
Lluís Izquierdo Salvador: “Kafka cortocircuita el, diríase, obligado seguimiento de la historia, procediendo a elipsis e imponiendo un ritmo esencialmente dictado por la intención de una escritura basada en el choque de sus recursos mismos: antítesis, articulaciónde diálogos que no sirven para hacer avanzar la argumentación, sino para hundirse en el desacuerdo, minuciosa pulverización de un lenguaje de expediente jurídico que muestra su inanidad en cuanto avanza, o lo pretende, un solo paso”.
Elias Canetti:  “Con cierta incredulidad al principio, pero con una certeza que va rápidamente en aumento, nos damos cuenta de que nada de lo que estamos leyendo podrá ser olvidado luego, como si nos lo hubiesen escrito en la piel, al igual que en La colonia penitenciaria".

## En la cultura popular
La ópera de cámara de Philip Glass In the Penal Colony con libreto de Rudolph Wurlitzer está basada en el cuento. Se estrenó en Seattle el 31 de agosto de 2000.
En la portada del álbum de Mothers of Invention We're Only in It for the Money (1967), Frank Zappa recomienda leer el cuento antes de escuchar The Chrome Plated Megaphone of Destiny.
Ian Curtis, de la banda Joy Division se inspiró en el libro para escribir la canción Colony del álbum Closer.
En el videojuego Resident Evil: Revelations 2, aparecen fragmentos de este y otros textos de Franz Kafka (Contemplación, El Juicio, Metamorfosis, etc), siendo pistas importantes dentro de la historia, además que la villana principal (Alex Wesker) se inspira mucho en dicho escritor.